# 温茨巴赫
温茨巴赫（德語：Windsbach，發音：[ˈvɪntsbax] ⓘ）是德国巴伐利亚州中弗兰肯行政区安斯巴赫县的城市，面积68.12平方千米，2023年12月31日人口为6,248人。